# (6358) Черток
(6358) Черток (лат. Chertok) — астероид из группы главного пояса, который был открыт 13 января 1977 года советским астрономом Николаем Черных в Крымской астрофизической обсерватории и назван в честь
выдающегося Советского (российского) учёного, Героя Социалистического Труда академика Бориса Чертока, который долгие годы был специалистом по системам управления космическими аппаратами, заместителем Главных (Генеральных) конструкторов ОКБ-1 (позже — ЦКБЭМ, НПО «Энергия», РКК «Энергия»).

Орбита астероида Черток и его положение в Солнечной системе